# Jean Louis Piedbœuf
Jean Louis Piedbœuf (* 22. Juni 1838 in Jupille-sur-Meuse; † 20. August 1891 in Solingen-Gräfrath) war ein belgischer Unternehmer und Dampfkesselfabrikant in Düsseldorf.

## Leben und Wirken
Abstammend aus der in Lüttich, Aachen und Düsseldorf erfolgreich tätigen Unternehmerfamilie Piedbœuf, studierte Jean Louis Piedbœuf Berg- und Hüttenwesen an der Universität Lüttich und schloss dieses Studium als Berg- und Hütteningenieur mit Auszeichnung ab. Danach sammelte er zunächst im Walzwerk Sclessin bei Lüttich sowie anschließend in den familieneigenen Betrieben Jacques Piedboeuf GmbH, Dampfkesselschmiede in Aachen, und Piedboeuf & Co., Aachener Walz- und Hammerwerk in Aachen-Rothe Erde praktische Berufserfahrung.
Bedingt durch die Wirtschaftskrise von 1849 und auf Grund der ungünstigen Anbindung Aachens an die rheinischen Wirtschaftszentren, wagte sein Vater Jean Pascal Piedbœuf als einer der ersten Aachener Unternehmer wallonischen Ursprungs den Sprung in Richtung Rheinisch-Westfälisches Industriegebiet. Hier baute dieser in Düsseldorf-Oberbilk mit belgischen Teilhabern und Facharbeitern eine Unternehmensgruppe auf, bestehend aus einer 1857 errichteten eigenen Kesselfabrik, dem im Folgejahr 1858 gegründeten Eisenblech-Walzwerk Piedboeuf, Dawans & Co. sowie dem Röhrenwerk J. P. Piedboeuf & Co. in Düsseldorf-Eller. Im Jahr 1863 folgten die Kesselbetriebe Jacques Piedboeuf GmbH nach, die nun zunächst Jean Louis Piedbœuf übernahm und sie auf den neuesten Stand der Technik brachte. Wenige Jahre später wurden ihm auch schrittweise die restlichen väterlichen Betriebe in Düsseldorf übertragen und Piedbœuf vernetzte diese aus strategischen Gründen mit benachbarten, unabhängigen und aufeinander abgestimmten Werken. So profitierten seine Unternehmen vor allem von der intensiven Zusammenarbeit mit der 1872 gegründeten Düsseldorfer Röhren- und Eisenwalzwerke AG, vormals Poensgen.
Darüber hinaus beschäftigte sich Piedbœuf mit der Erforschung von Erdölfeldern und beteiligte sich dazu als Vorstandsmitglied der Hagen-Düsseldorfer Bohrgesellschaft an Probebohrungen in der norddeutschen Tiefebene. Außerdem interessierten ihn geologische und paläontologische Forschungen, deren Ergebnisse er in einer stattlichen Fossiliensammlung zusammentrug. Ferner gehörte Jean Louis Piedbœuf dem Vorstand des Vereins Deutscher Eisenhüttenleute an, dem Vorgänger des heutigen Stahlinstituts VDEh. 1866 war er dem Verein Deutscher Ingenieure (VDI) und dem VDI-Zweigverein Technischer Verein für Eisenhüttenwesen beigetreten.

## Familie

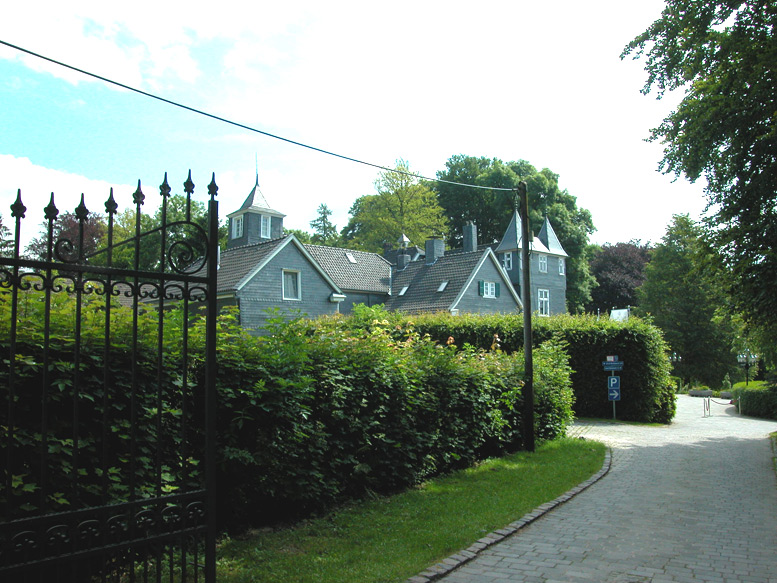
Haus Grünewald

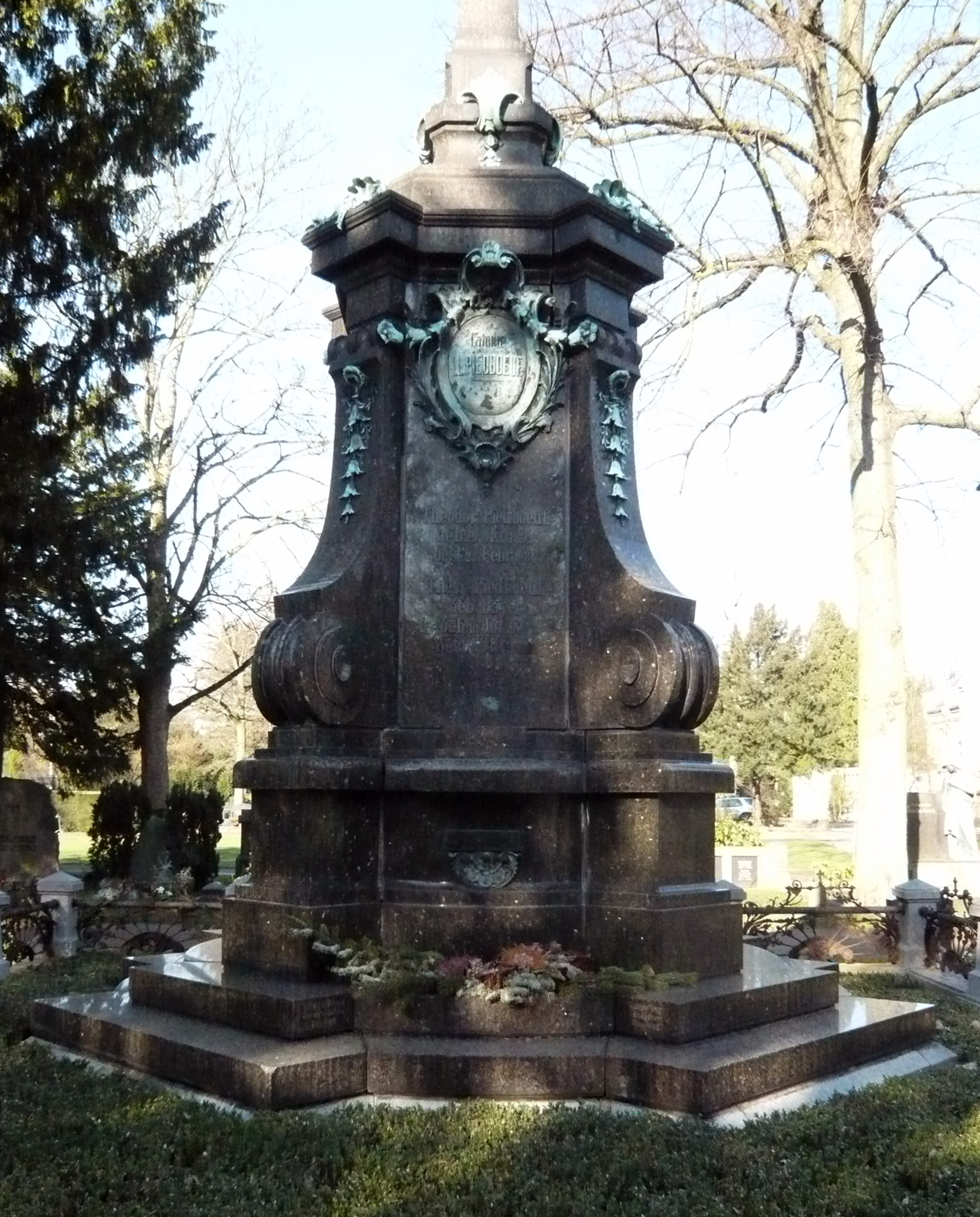
Grabmal auf dem Nordfriedhof in Düsseldorf

Jean Louis Piedbœuf, Sohn von Jean Pascal Piedbœuf (1813–1879) und Antoniette Piedbœuf geb. Lambinon (1811–1888), war verheiratet mit Louise Victoire Adrienne geb. Dawans (1842–1927), mit der er sechs Töchter und drei Söhne hatte. Sein ältester Sohn Paul (1866–1948) übernahm die väterliche Kesselfabrik und die J. P. Piedboeuf & Co. Röhrenwerke AG. Seinem mittleren Sohn Louis (1874–1956) wurde später die Leitung der Kesselbetriebe Jacques Piedboeuf GmbH seiner Vettern zugesprochen. Seinen jüngsten Sohn Adrien (1876–1919) zog es wieder zurück nach Lüttich, wo er sich als erfolgreicher Automobil-Konstrukteur niederließ und das Unternehmen Automobiles Imperia gründete.
Darüber hinaus erwarb Piedbœuf im Jahr 1880 die Villa Haus Grünewald mit großem englischem Landschaftsgarten in Solingen-Gräfrath, die bis 1997 im Familienbesitz blieb und der weit verzweigten Familie stets als Treffpunkt diente. Die imposante Grabstätte von Jean Louis Piedbœuf befindet sich auf dem Düsseldorfer Nordfriedhof, das Grabmal stammt von dem Düsseldorfer Bildhauer Gustav Rutz.

## Schriften (Auswahl)
- Petroleum Central-Europas, wo und wie es entstanden ist, mit spezieller Anwendung auf die deutsche Petroleum-Industrie. Düsseldorf 1883.
- Über die jüngsten Fossilienfunde in Düsseldorf und Umgebung. In: Mitteilungen für naturwissenschaftliche Vereine, Jahrgang 1887, Heft 1, S. 9–57.